# دانشگاه تگزاس در دالاس

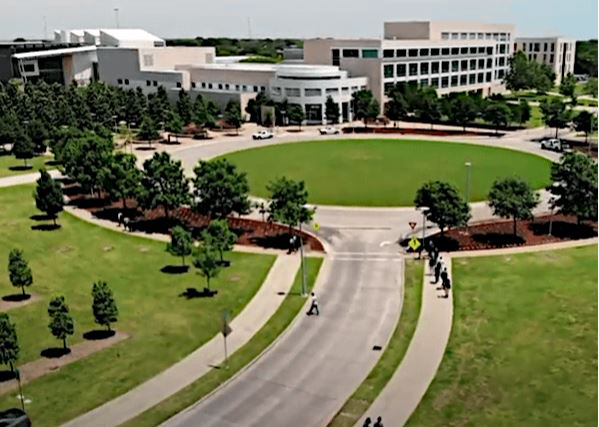

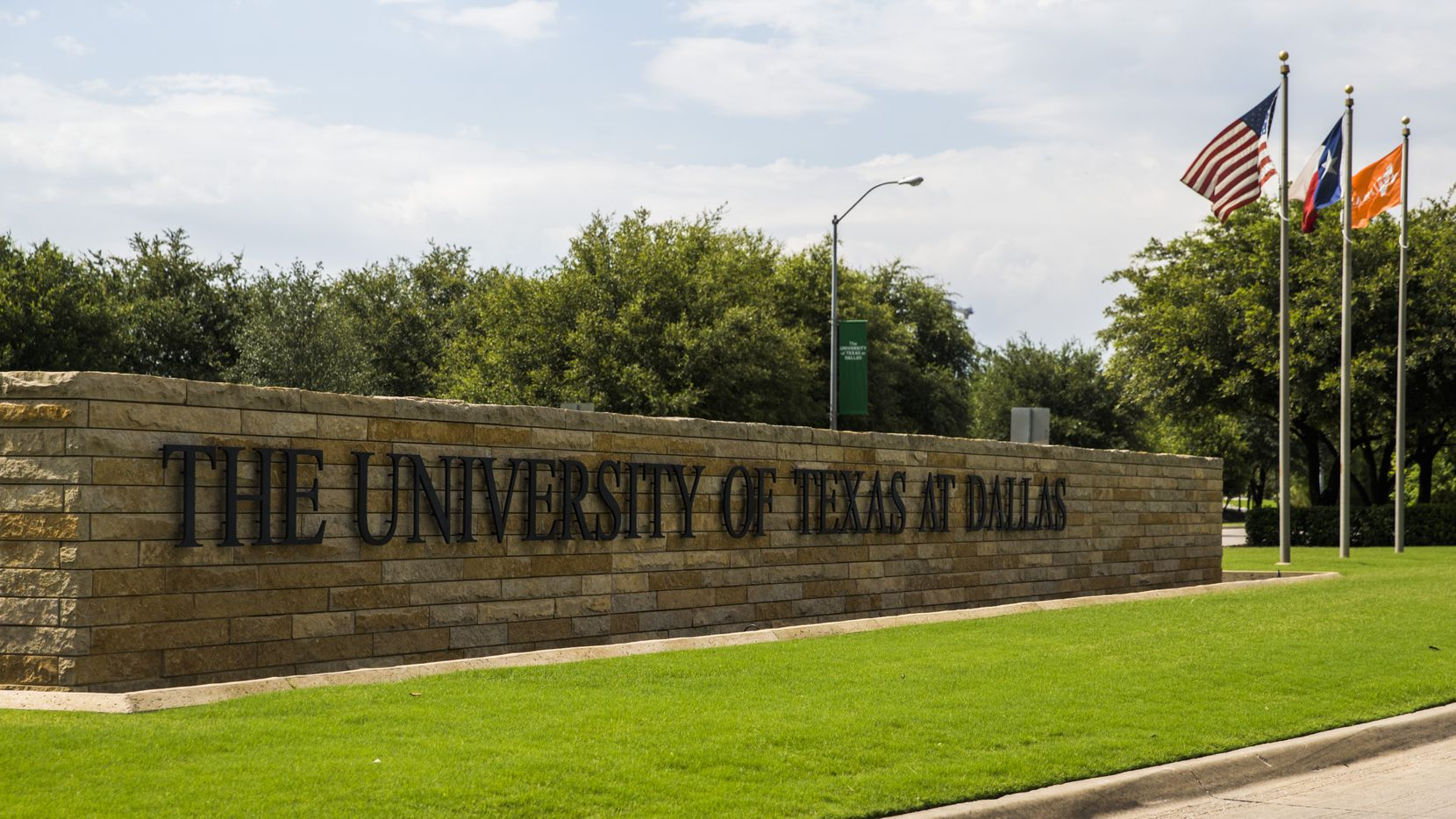

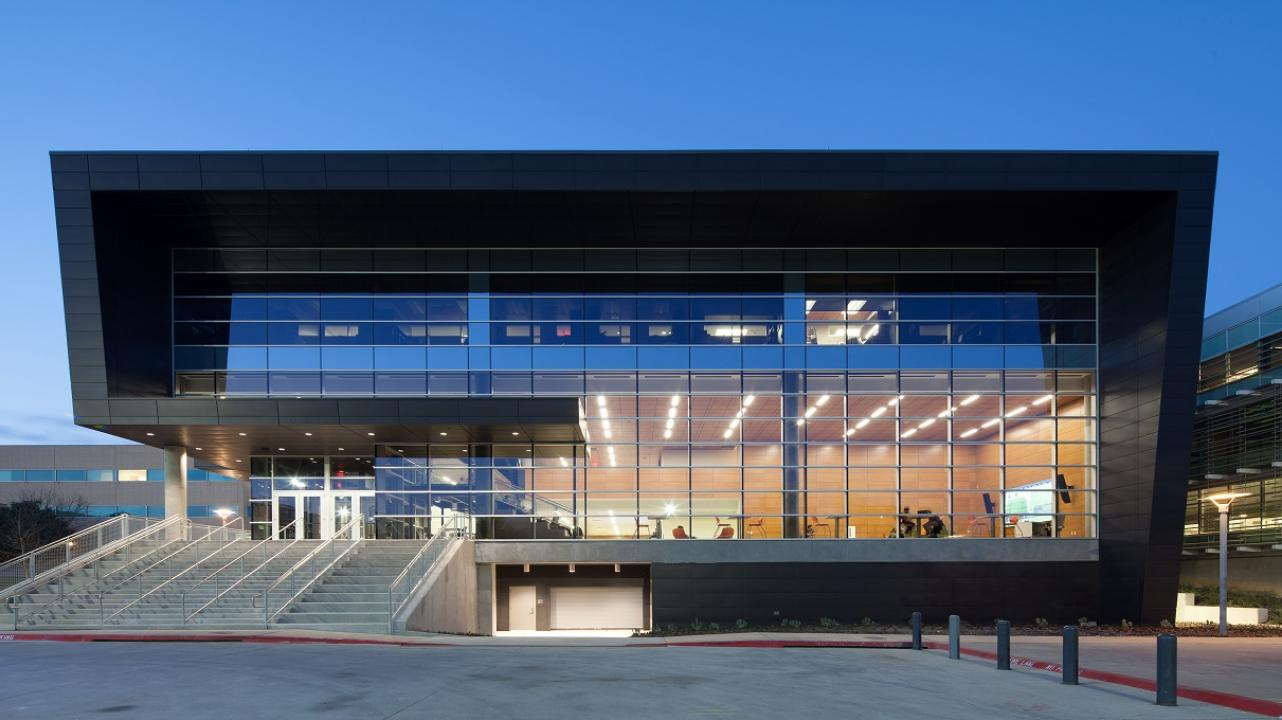

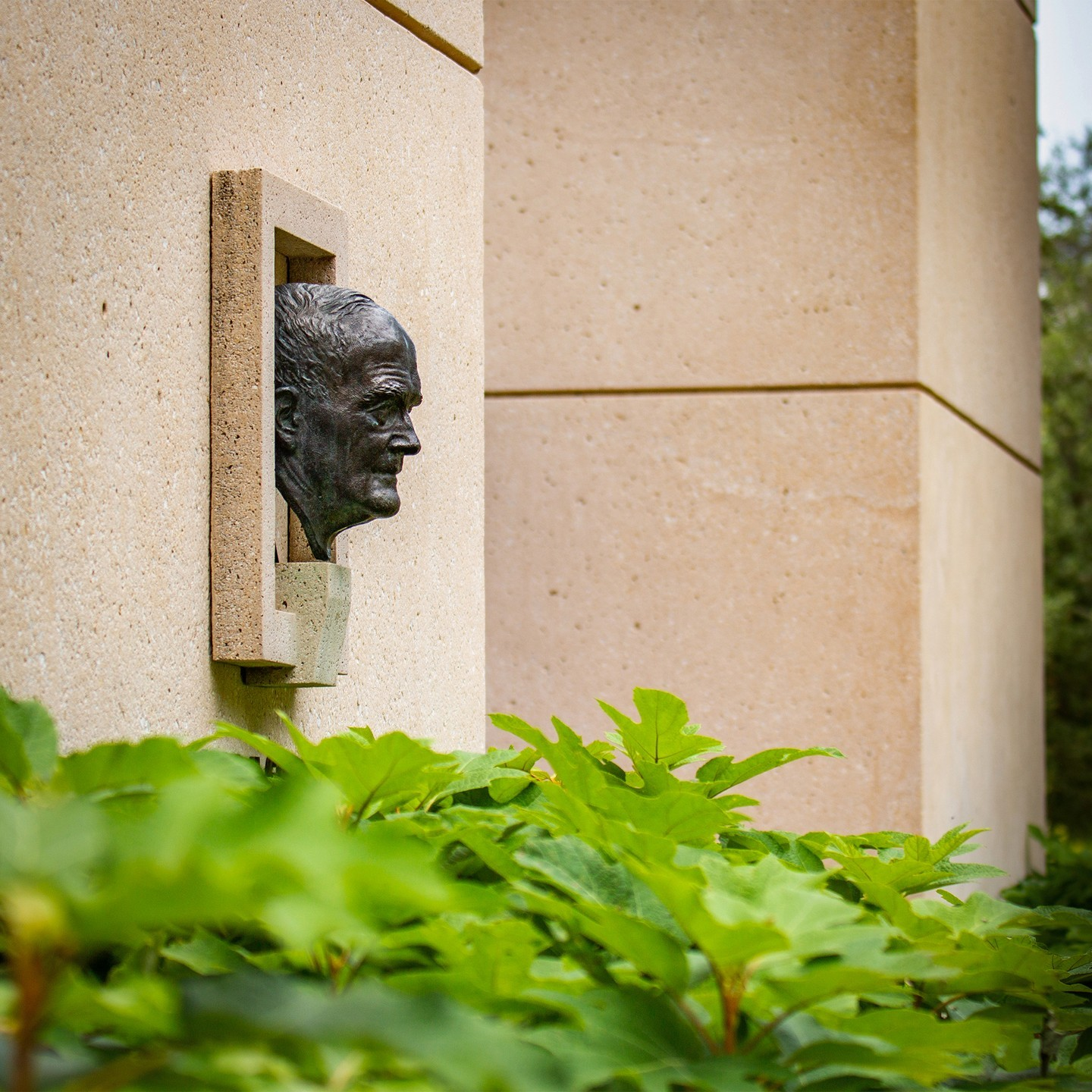

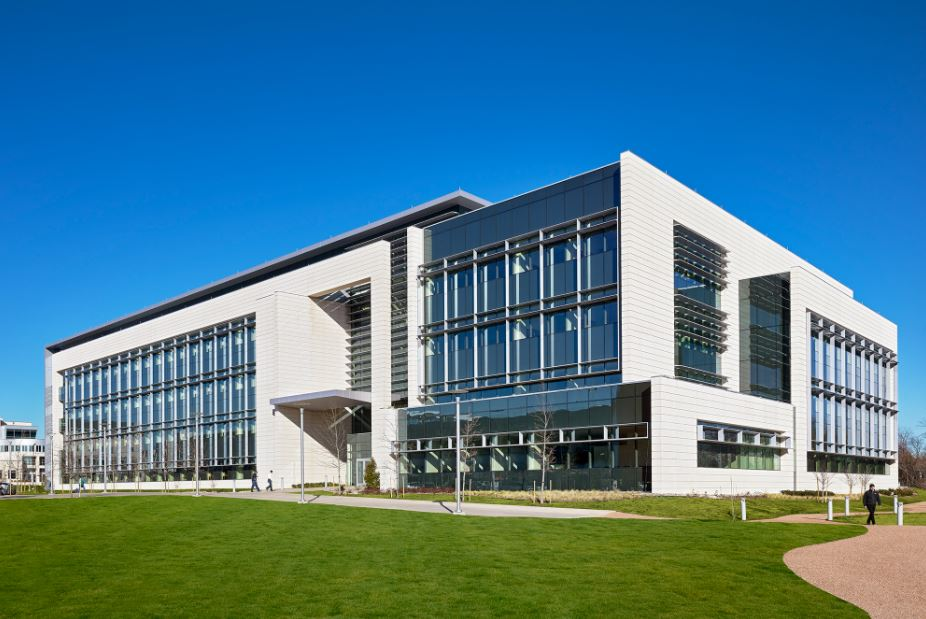

دانشگاه تگزاس در دالاس (به انگلیسی: University of Texas at Dallas) یک دانشگاه تحقیقاتی دولتی در شهر ریچاردسون در کلان‌شهر دالاس واقع در ایالت تگزاس آمریکا است که در سال ۱۹۶۹ میلادی نخست به‌عنوان مرکز پژوهشی شرکت تگزاس اینسترومنتس بنیان‌نهاده شد.
این دانشگاه در شهر دالاس از ایالت تگزاس واقع است و در مجاورت دانشگاه متودیست جنوبی، مرکز انجمن قلب آمریکا، شرکت تگزاس اینسترومنتس و دیگر مراکز بزرگ علمی و فناوری آمریکا قرار دارد.

## دانشکده‌ها و مراکز آموزشی و تحقیقاتی
16 عضو هیئت علمی دانشکده برق و کامپیوتر این دانشگاه عضو فلو (به انگلیسی: IEEE Fellow) مؤسسه مهندسان برق و الکترونیک (به اختصار: IEEE) می باشند. عضویت فلو، عالی ترین رده عضویت در IEEE است. 
دانشگاه تگزاس در دالاس ۱۴۵ برنامه آموزشی شامل ۵۳ دوره کارشناسی، ۶۲ دوره کارشناسی ارشد و ۳۰ دوره دکترا برگزار می‌کند علاوه بر این دانشگاه میزبان بیش از ۵۰ مؤسسه و واحد پژوهشی است. 

## افراد برجسته

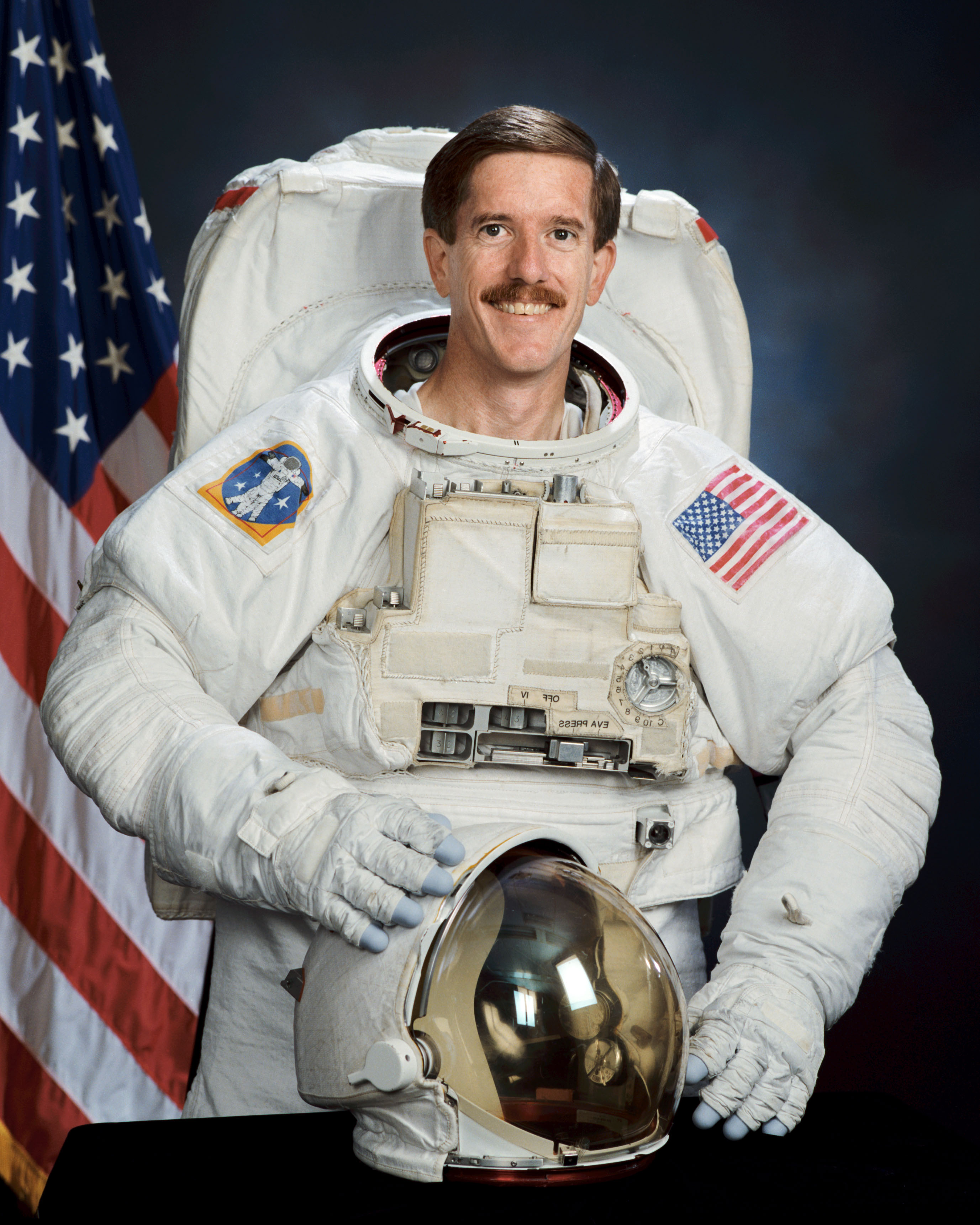
James F. Reilly 1997-10-08

ناوین جیندال سیاست‌مدار، کارآفرین، بازرگان و مدیر ارشد اجرایی هندی است، که در حال حاضر به‌عنوان مدیر عامل اجرایی و رئیس هیئت مدیره شرکت جیندال استیل اند پاور فعالیت می‌کند.
مایکل بورگس نمایندهٔ حوزه انتخابیه تگزاس از حزب جمهوری‌خواه ایالات متحده آمریکا در مجلس نمایندگان ایالات متحده آمریکا است که برای نخستین‌بار در ۸ ژانویه ۲۰۰۳ میلادی به‌عضویت این مجلس درآمد.
جیمز اف ریلی فضانورد اهل کشور ایالات متحده آمریکا است که در ۱۸ مارس ۱۹۵۴ میلادی در پایگاه هوایی نیروهای ویژه ماونتن هووم زاده شد. وی در مأموریت اس‌تی‌اس-۸۹، اس‌تی‌اس-۱۰۴، اس‌تی‌اس-۱۱۷ حضور داشته است.
عزیز سنجر دانشمند ترکیه‌ای و برندهٔ جایزهٔ نوبل شیمی است.
دیوید هانسون مدیرعامل و بنیانگذار شرکت Hanson Robotics.

## لیست دانشکده ها
- دانشکده ریاضیات و علوم پایه
- دانشکده مطالعات میان رشته‌ای
- دانشکده علوم اجتماعی و رفتاری
- دانشکده علوم و هنر
- دانشکده هنر، تکنولوژی و ارتباطات نوظهور
- دانشکده اقتصاد و علوم سیاسی
- دانشکده علوم رفتاری
- دانشکده مدیریت
- دانشکده هنر و علوم انسانی
- دانشکده مهندسی برق و کامپیوتر
- دانشکده مهندسی مکانیک
- دانشکده علوم و مهندسی مواد
- دانشکده فیزیک
- دانشکده شیمی و بیوشیمی
- دانشکده علوم کامپیوتر
- دانشکده مهندسی سیستم ها
- دانشکده زیست مهندسی
- دانشکده آموزش علوم و ریاضیات
- دانشکده علوم بیولوژیکی
- دانشکده علوم زمین

## مرکز سلامت مغز
The center for brainHealth یک موسسه تحقیقاتی است که مطالعه و تحقیق بر روی سلامت مغز انجام می دهد. این موسسه توسط دکتر ساندرا باند چاپمن در سال 1999 تاسیس گردید. این موسسه بر روی بیماری آلزایمر، اختلال طیف اوتیسم، سکته مغزی، اختلال اضطراب پس از سانحه، مولتیپل اسکلروزیس، اختلال نقص توجه بيش فعالي و دیگر مشکلات مغزی تمرکز دارد. 

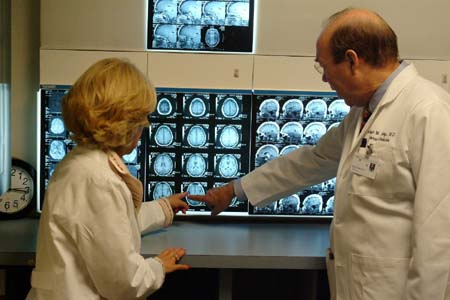
دکتر چاپمن به همراه یکی از همکاران

## رتبه بندی
طبق رتبه بندی QS در سال 2021، این دانشگاه در میان 100 دانشگاه برتر ایالات متحده آمریکا (رتبه 83 در سال 2021) قرار دارد.
دانشکده مدیریت این دانشگاه در میان 30 دانشکده برتر جهان قرار دارد.
دانشکده مهندسی این دانشگاه در رتبه بندی U.S. News & World Report Best Colleges Ranking رتبه 62 را دارا می باشد.

## نگارخانه

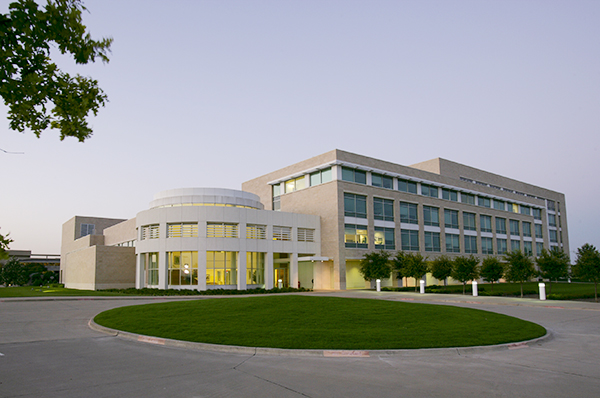
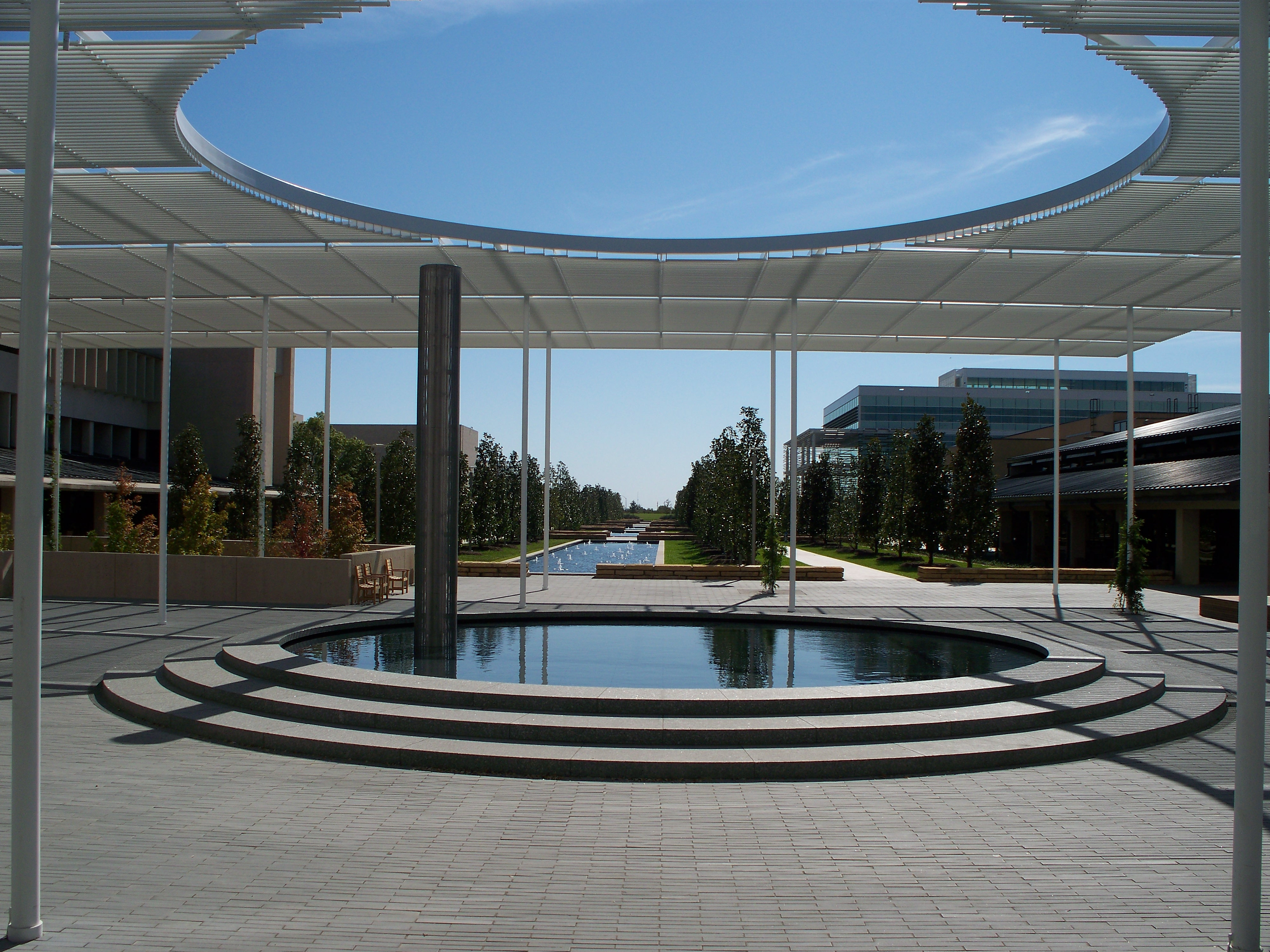
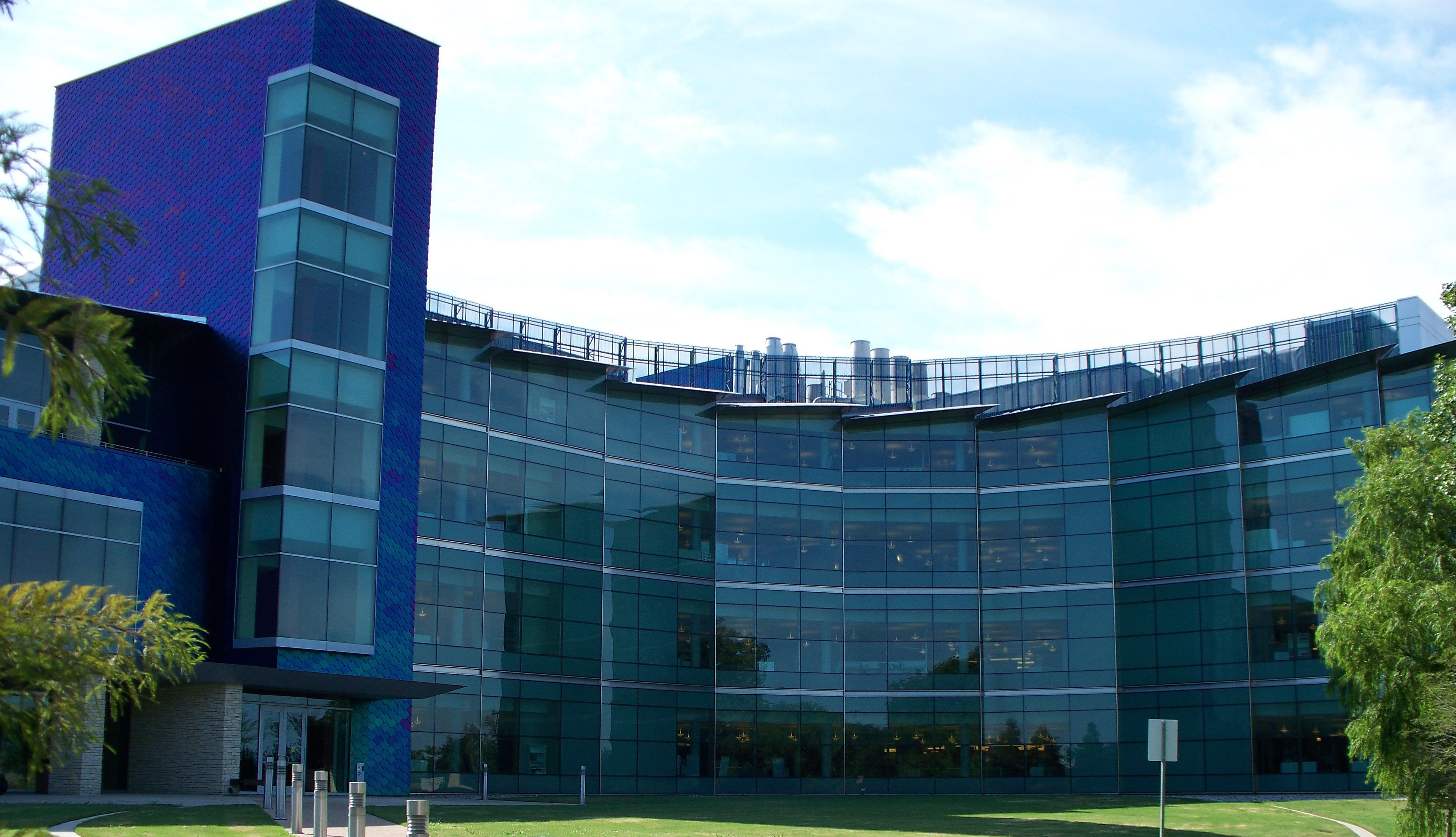
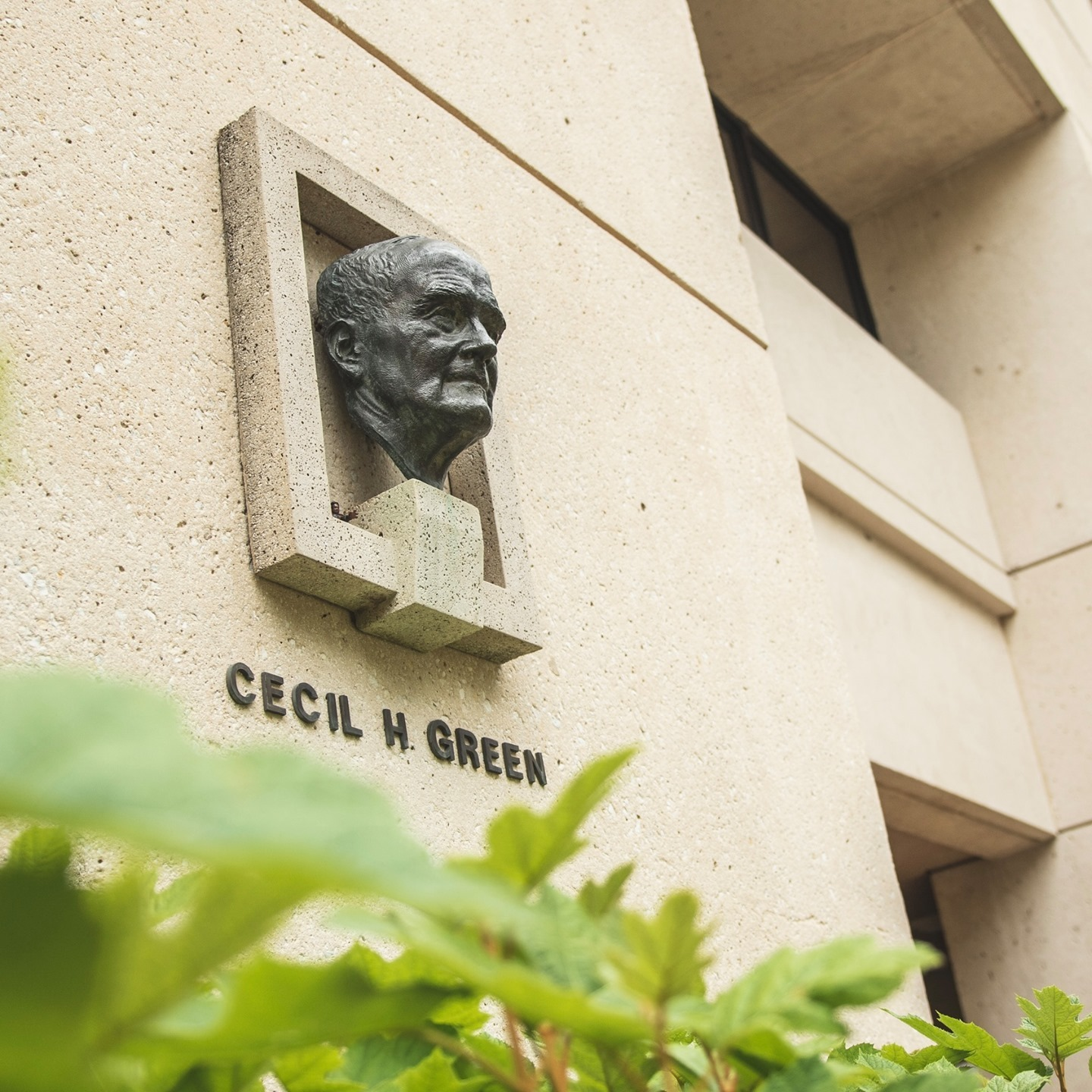
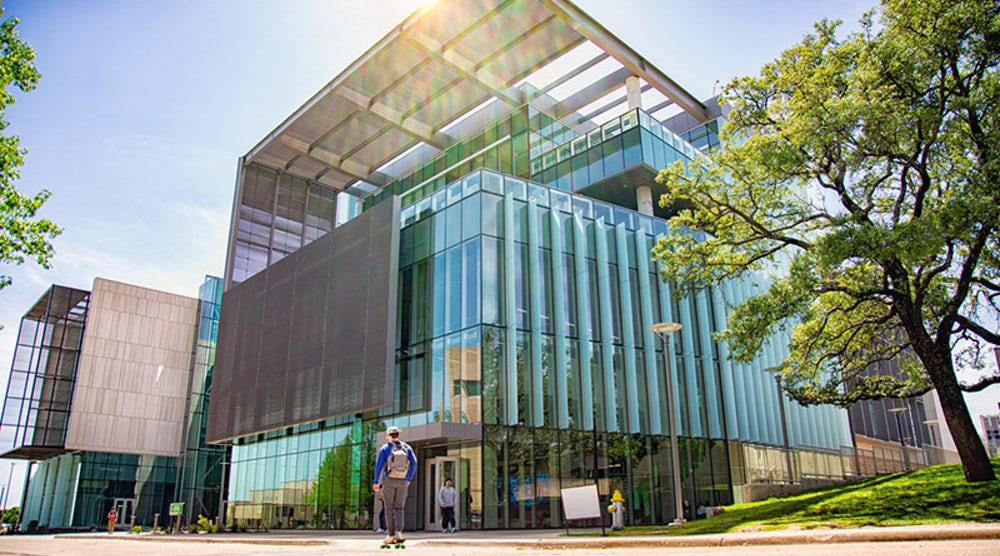
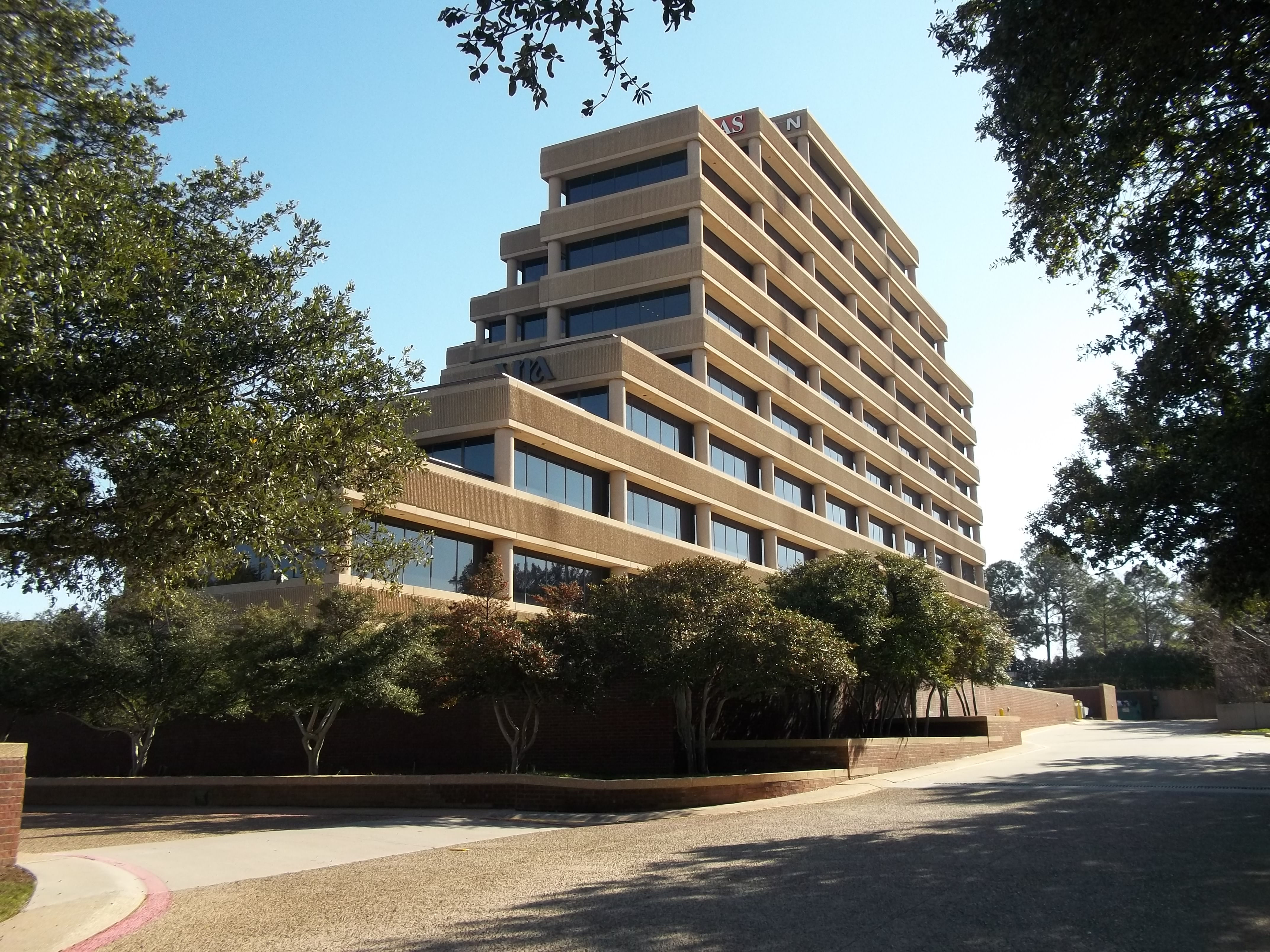
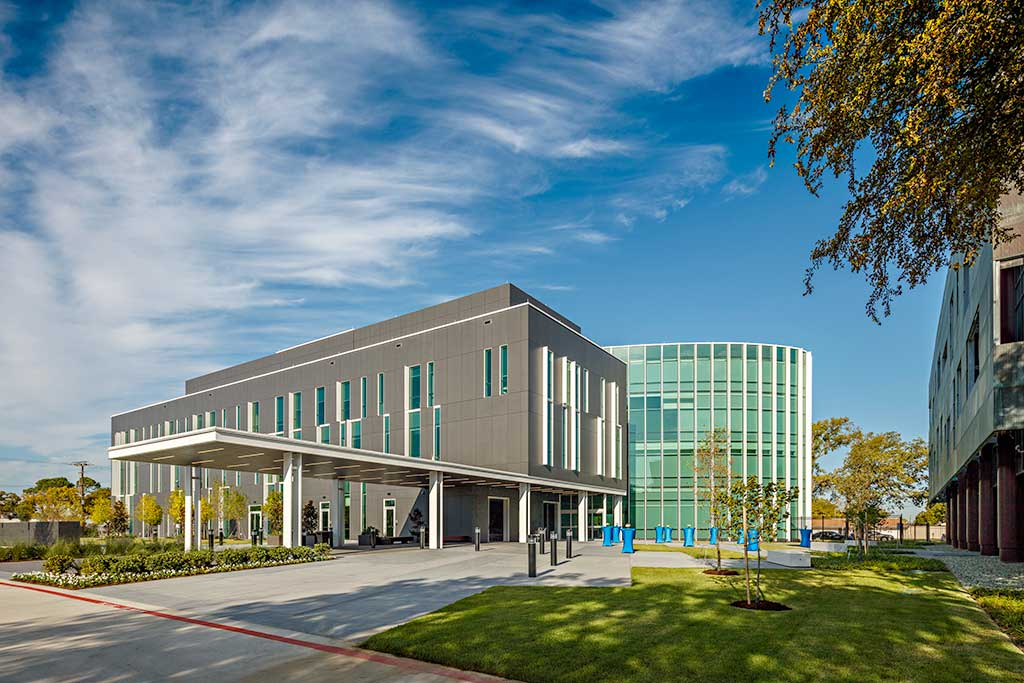
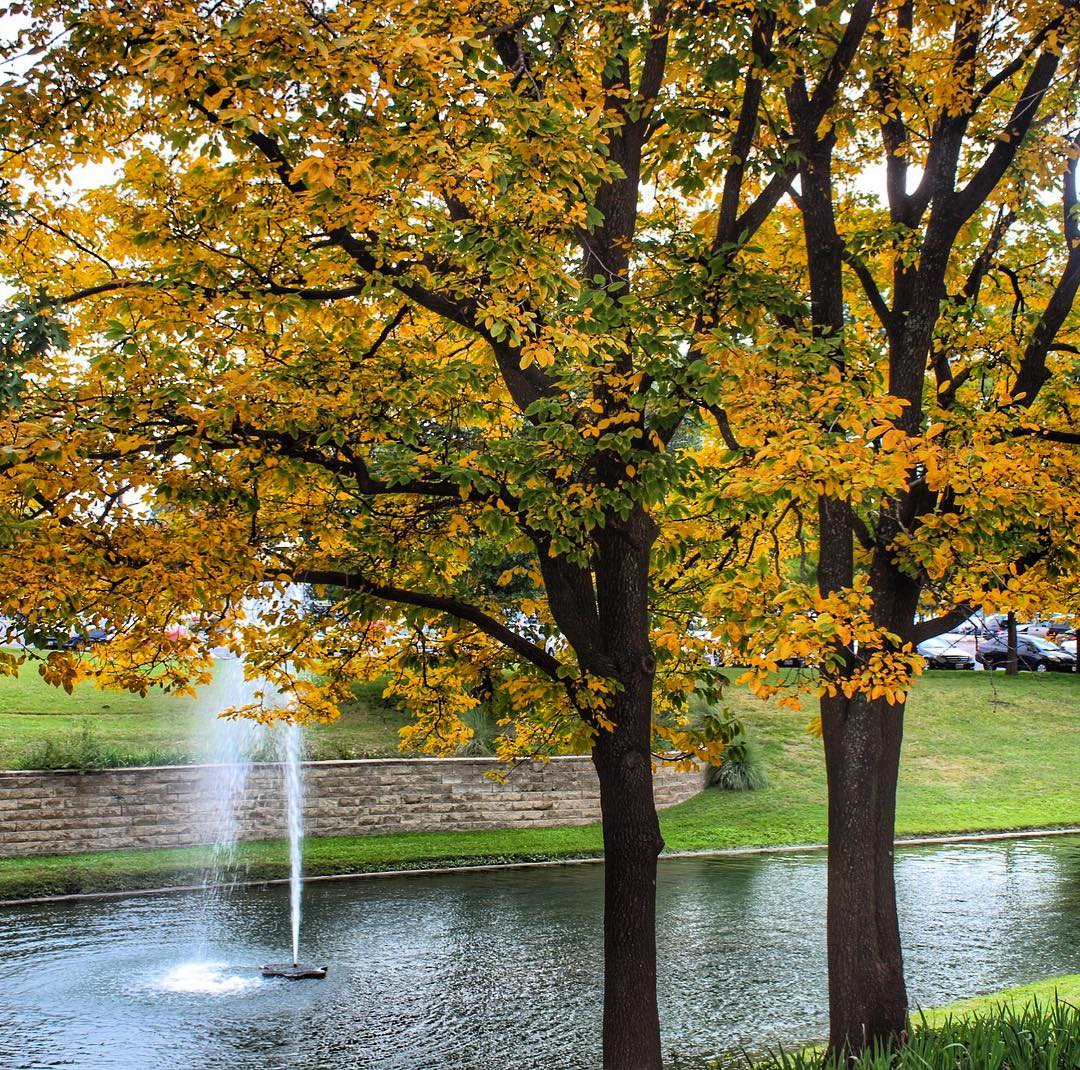
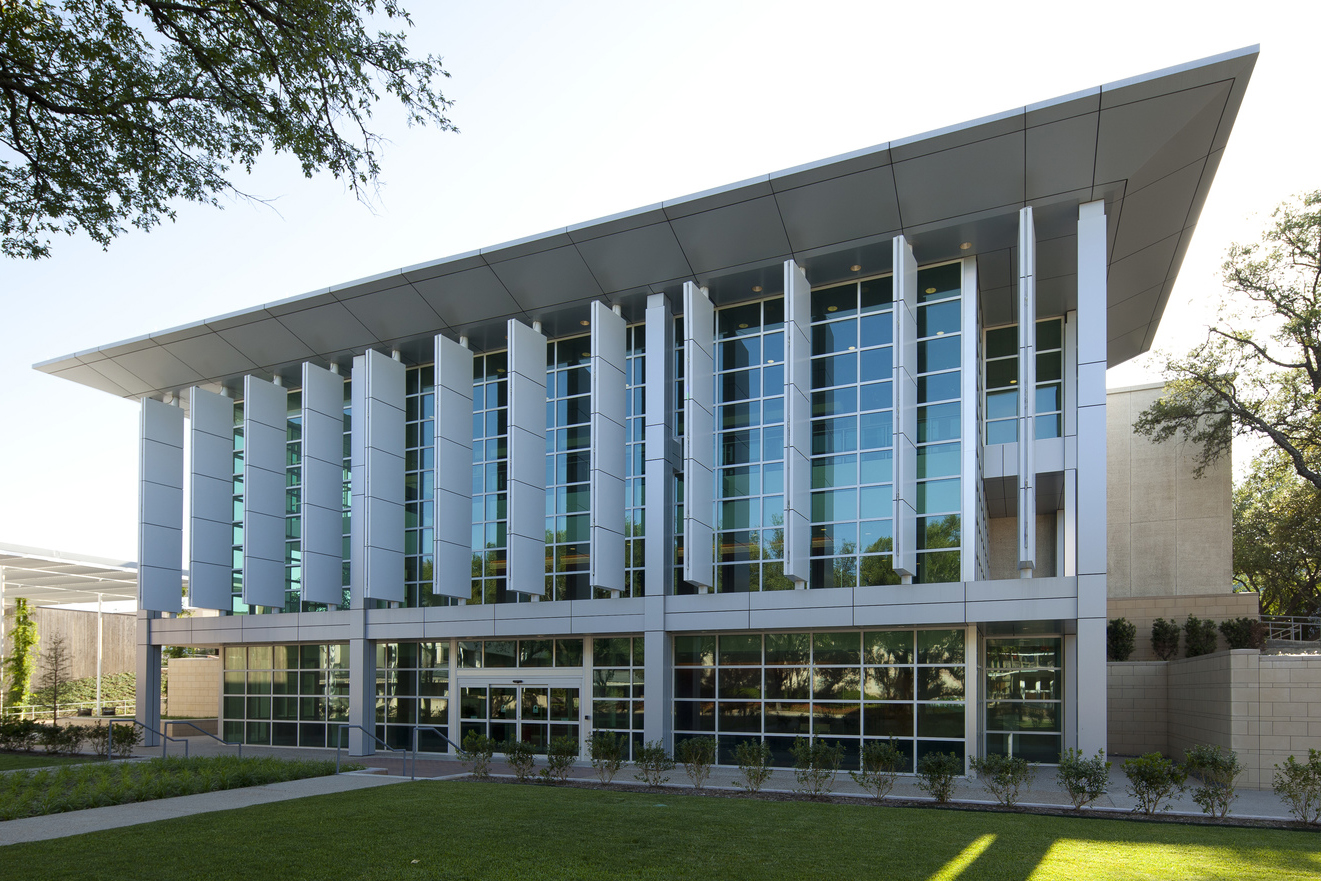
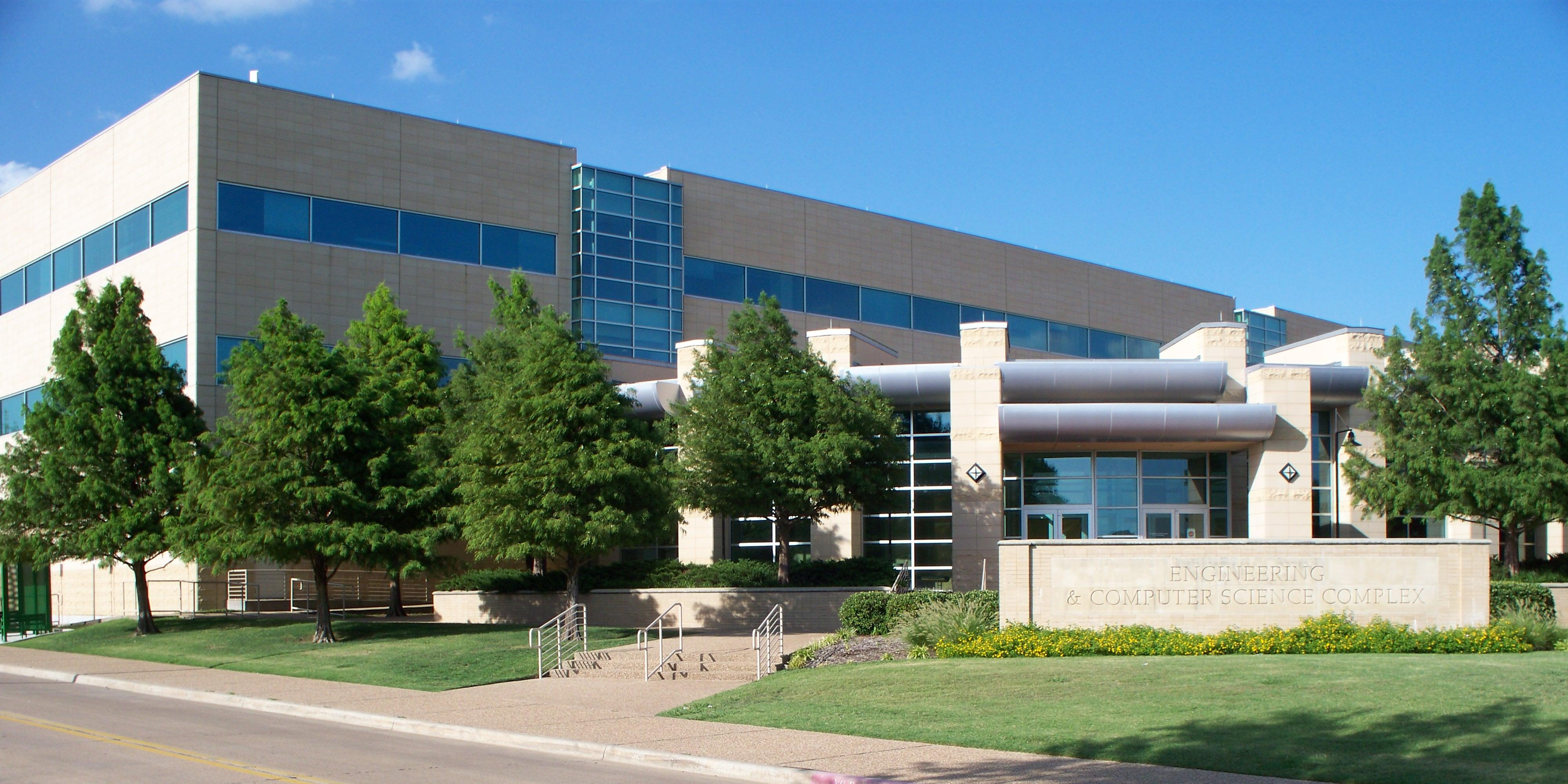
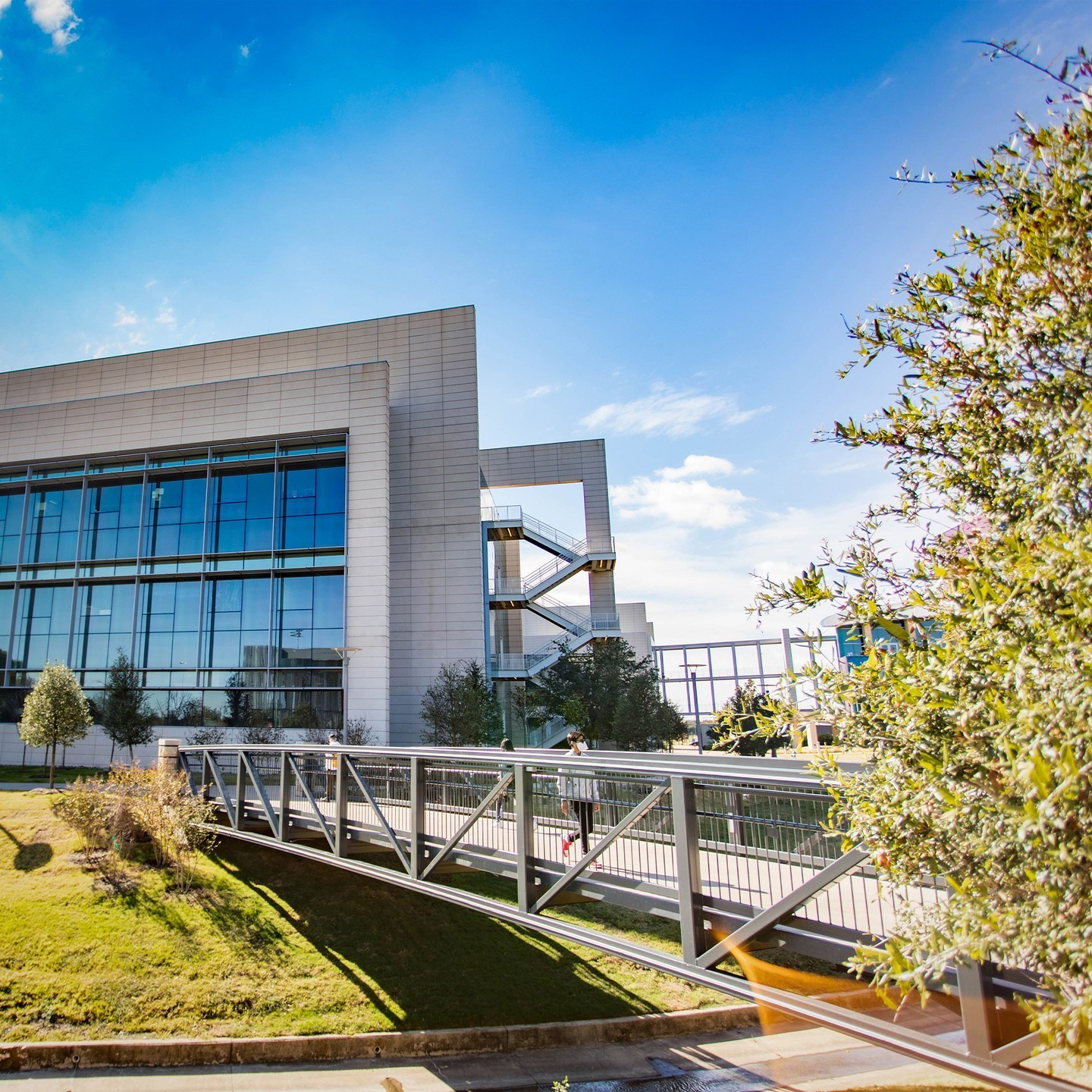
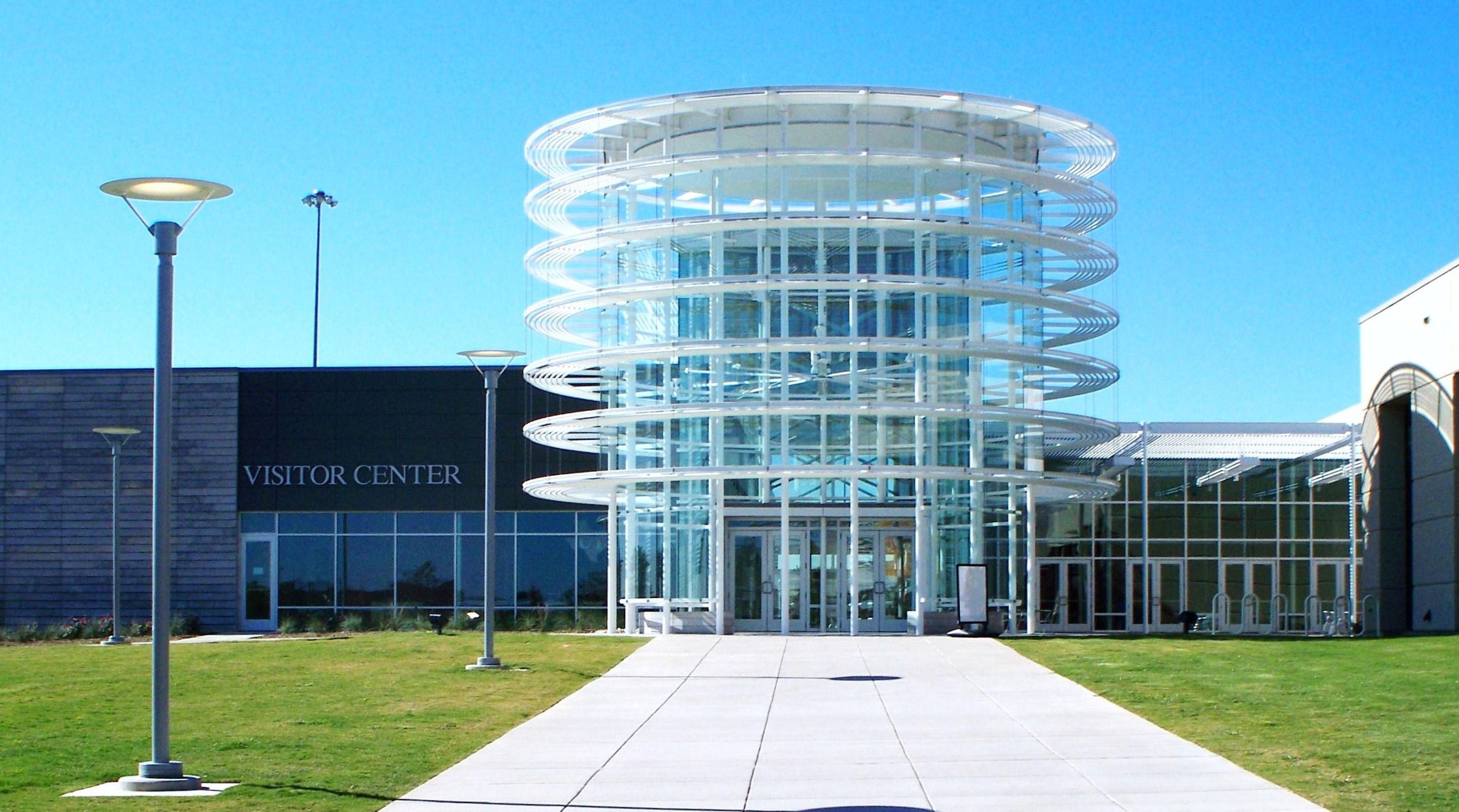
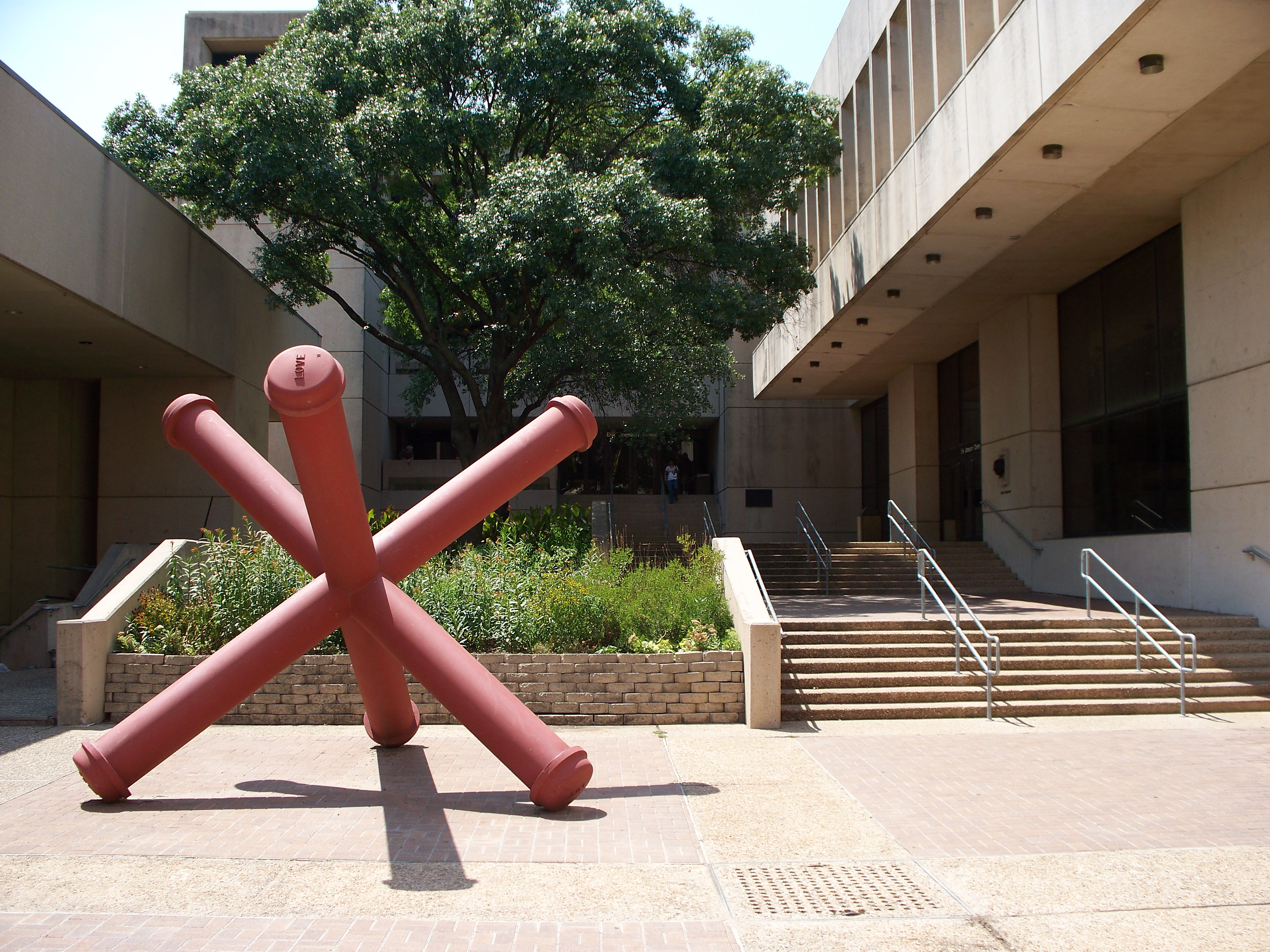
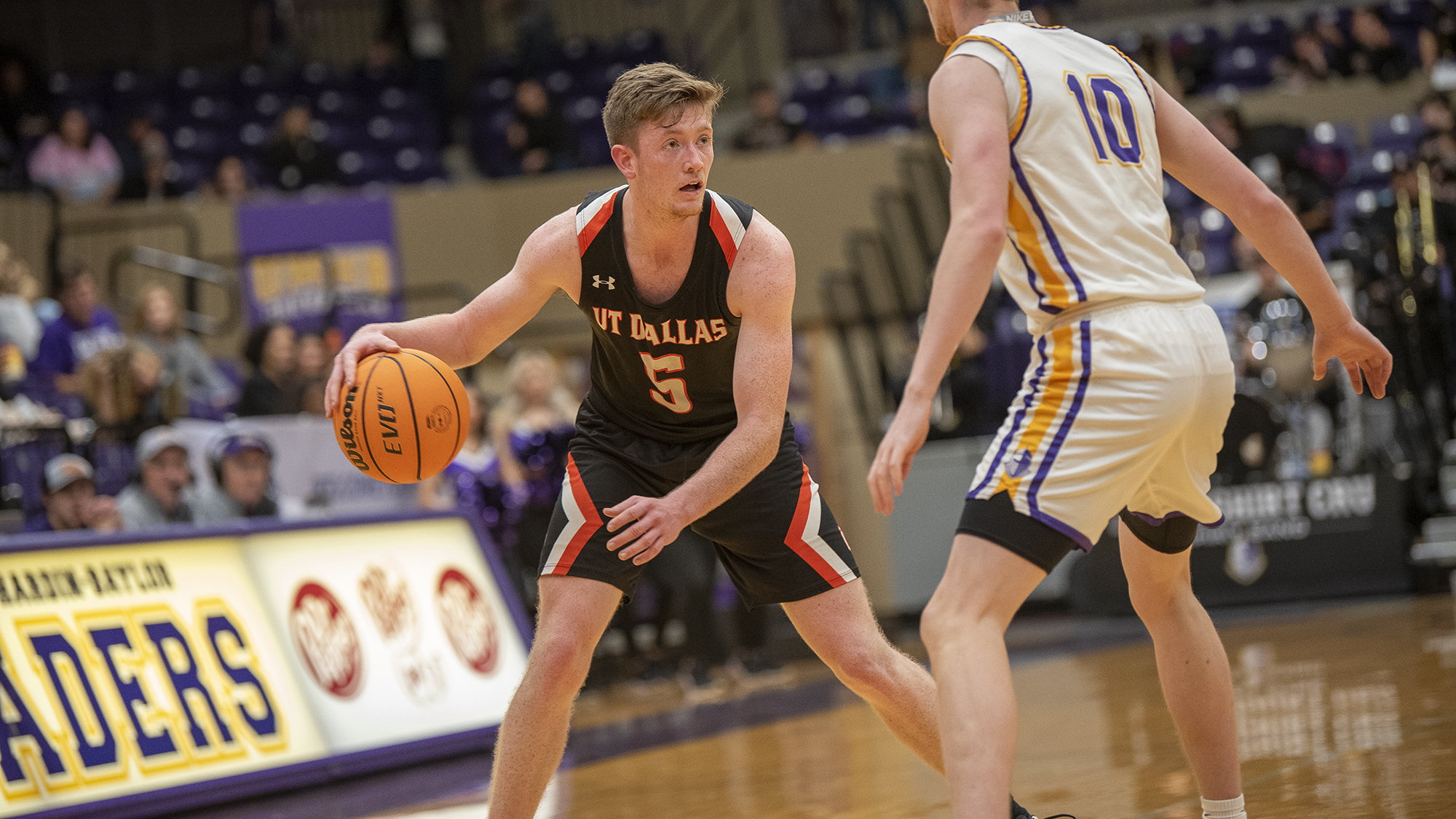